# Hesperia (Kalifornie)
Hesperia je město v okresu San Bernardino County ve státě Kalifornie ve Spojených státech amerických. Nachází se ve Victor Valley, přičemž je obklopeno mohavskou pouští. Zároveň leží 56 kilometrů od centra San Bernardina. Nachází se v poměrně vysoké nadmořské výšce (971 m n. m.) v oblasti zvané High Desert. Hesperia je 77. největším městem v Kalifornii. 
K roku 2020 zde žilo 99 818 obyvatel. S celkovou rozlohou 189 km² byla hustota zalidnění 509 obyvatel na km². Název města Hesperia znamená v původním významu "western land" (česky západní země). Město má chladní pouštní aridní podnebí.